# Derek Carr
Pour les articles homonymes, voir Carr.
(en) Statistiques sur pro-football-reference
Derek Dallas Carr, né le 28 mars 1991 à Fresno (Californie), est un sportif professionnel américain de football américain qui a joué au poste de quarterback dans la National Football League (NFL) pendant onze saisons (2014-2024).
Tout comme son frère David, il a étudié à l'université d'État de Californie à Fresno où il a joué alors pour l'équipe des Bulldogs pendant cinq saisons (2009-2013) au sein de la NCAA Division I FBS et sa Western Athletic Conference. Sélectionné par la franchise des Raiders d'Oakland (actuellement Raiders de Las Vegas) lors de la draft 2014 de la NFL, il devient aussitôt leur quarterback titulaire. Après neuf saisons, il s'engage avec les Saints de La Nouvelle-Orléans en 2023 avant de décider de prendre sa retraite pendant l'inter saison 2025.
Carr a été sélectionné à quatre reprises au Pro Bowl depuis le début de sa carrière et le no 4 qu'il portait à Fresno State a été retiré en son honneur.

## Biographie

### Carrière universitaire
Il rejoint en 2009 l'université d'État de Californie à Fresno et leur équipe de football américain, les Bulldogs, en tant que quarterback. Après avoir passé sa première saison universitaire comme remplaçant, il reçoit le statut de redshirt pour la saison 2010 et ne dispute pas cette saison.
Il devient en 2011 le quarterback titulaire des Bulldogs. En 2012, il lance pour 4 104 yards et 37 passes de touchdown, et est nommé joueur offensif de l'année au sein de la Mountain West Conference (MWC). L'année suivante, il est une nouvelle fois nommé joueur offensif de la MWC lorsqu'il réalise une saison de 5 083 yards à la passe et 50 passes de touchdowns. Il est le quatrième joueur de l'histoire de la Division I-A à lancer pour au moins 5 000 yards et 50 touchdowns en une saison.
Il quitte l'université en tant que meneur de l'histoire des Bulldogs sur les passes complétées, les yards à la passe et les passes de touchdown. Ayant porté le numéro 4 en hommage à Brett Favre, son numéro est retiré par Fresno State en 2017.

### Carrière professionnelle

#### Draft
Carr est sélectionné en 36e choix lors du deuxième tour de la draft 2014 de la NFL par la franchise des Raiders d'Oakland soit le quatrième quarterback choisi durant cette draft. Il signe ensuite un contrat de quatre ans avec sa nouvelle équipe.

#### Raiders d'Oakland/de Las Vegas (2014-2022)
Après avoir laissé une bonne impression lors de la pré saison, il est nommé titulaire par l'entraîneur Dennis Allen lors du début de la saison après avoir été en compétition avec le vétéran Matt Schaub. À son premier match, face aux Jets de New York, il lance pour 151 yards et marque deux touchdowns à la passe, mais son équipe perd le match 20 à 17. Ayant débuté les 16 matchs de la saison, il totalise un gain de 3 270 yards et vingt touchdowns à la passe pour 12 interceptions.
Le 22 juin 2017, il signe un contrat de cinq ans avec les Raiders pour un montant de 125 millions de dollars, s'agissant ainsi du contrat le plus lucratif de l'histoire de la NFL en ce qui a trait à la valeur financière moyenne par année.
Le 14 février 2023, les Raiders libèrent Carr.

#### Saints de La Nouvelle-Orléans (2023-2024)
Le 6 mars 2023, Carr signe avec les Saints de La Nouvelle-Orléans un contrat de quatre ans qui lui permet de retrouver Dennis Allen (en), son ancien entraîneur principal chez les Raiders.
Le 24 septembre 2023, lors du match contre les Packers, il doit être remplacé par Jameis Winston à la suite d'une blessure à l'épaule,. Alors que les Saints affichent un bilan provisoire de 5 victoires et 7 défaites, il permet ensuite à son équipe de remporter 4 des 5 derniers matchs de la saison, inscrivant 14 touchdowns dont quatre lors du match de la 18e semaine joué contre les Falcons,. Carr aura effectué six matchs sur la saison à plus de 300 yards gagnés à la passe. Titulaire lors des 17 matchs, il affiche un bilan 2023 avec 3 878 yards et 25 touchdowns à la passe malgré huit interceptions.[158] Les Saints terminent la saison avec un bilan de 9 victoires pour 8 défaites sans se qualifier pour la série éliminatoire.
Carr réalise une excellente prestation lors du premier match de la saison 2024 gagné 47 à 10 contre les Panthers, réussissant 19 de ses 23 passes tentées pour un gain de 200 yards et trois touchdowns, avec une évaluation de quarterback de 142,5, la deuxième meilleur de sa carrière. À l'extérieur contre les Cowboys en deuxième semaine, Carr réussit 11 passes sur 16 pour 243 yards, permettant à son équipe d'inscrire un touchdown lors de leur six premiers drives pour s'imposer 44 à 19. En cinquième semaine contre les Chiefs, Carr doit quitter le match au milieu du quatrième quart-temps à la suite d'une blessure à un oblique
Après avoir manqué trois matchs, il rejoue en 9e semaine contre les Panthers, réussissant 58 % de ses passes, mais ne peut éviter une septième défaite consécutive (bilan temporaire de 2-7). Après la défaite, l'entraîneur principal Dennis Allen est renvoyé, son deuxième renvois en milieu de saison avec Carr en tant que quarterback titulaire. En 14e semaine contre les Giants, Carr se fracturé la main et subit une commotion cérébrale en essayant de gagner un first down. Cette blessure met fin à sa saison. Carr n'est apparu que dans dix matchs en 2024, terminant avec un bilan de 2 145 yards et 156 touchdowns à la passe pour cinq interceptions.

#### Retraite
Le 10 mai 2025, Carr annonce qu'iol a décidé de prendre sa retraite du football américain professionnel. Cette décision est motivée par une douleur persistante à l'épaule droite, résultant d'une déchirure du labrum et d'autres modifications dégénératives importantes de la coiffe des rotateurs. Après consultation de l'équipe médicale des Saints, une intervention chirurgicale est envisagée, mais Carr y renonce, estimant ne plus pouvoir performer à haut niveau.

## Statistiques
| Année              | Équipe                        | MJ  |         | Passes   | Passes | Passes | Passes | Passes | Passes | Passes  |       | Courses | Courses | Courses | Courses |
| Année              | Équipe                        | MJ  | Tentées | Réussies | Pct.   | Yards  | TD     | Int.   | Éval.  | Tentées | Yards | Moy.    | TD      |         |         |
| 2014               | Raiders d'Oakland             | 16  | 599     | 348      | 58,1   | 3 270  | 21     | 12     | 076,6  | 29      | 092   | 3,2     | 0       |         |         |
| 2015               | Raiders d'Oakland             | 16  | 573     | 350      | 61,1   | 3 987  | 32     | 13     | 091,1  | 33      | 138   | 4,2     | 0       |         |         |
| 2016               | Raiders d'Oakland             | 15  | 560     | 357      | 63,8   | 3 937  | 28     | 06     | 096,7  | 39      | 070   | 1,8     | 0       |         |         |
| 2017               | Raiders d'Oakland             | 15  | 515     | 323      | 62,7   | 3 496  | 22     | 13     | 086,4  | 23      | 066   | 2,9     | 0       |         |         |
| 2018               | Raiders d'Oakland             | 16  | 553     | 381      | 68,9   | 4 049  | 19     | 10     | 093,9  | 24      | 047   | 2,0     | 1       |         |         |
| 2019               | Raiders d'Oakland             | 16  | 513     | 361      | 70,4   | 4 054  | 21     | 08     | 100,8  | 27      | 082   | 3,0     | 2       |         |         |
| 2020               | Raiders de Las Vegas          | 16  | 517     | 348      | 67,3   | 4 103  | 27     | 09     | 101,4  | 39      | 140   | 3,6     | 3       |         |         |
| 2021               | Raiders de Las Vegas          | 17  | 626     | 428      | 68,4   | 4 804  | 23     | 14     | 094,0  | 40      | 108   | 2,7     | 0       |         |         |
| 2022               | Raiders de Las Vegas          | 15  | 502     | 305      | 60,8   | 3 522  | 24     | 14     | 086,3  | 24      | 102   | 4,3     | 0       |         |         |
| 2023               | Saints de La Nouvelle-Orléans | 17  | 548     | 375      | 68,4   | 3 878  | 25     | 08     | 097,7  | 32      | 040   | 1,3     | 0       |         |         |
| 2024               | Saints de La Nouvelle-Orléans | 10  | 279     | 198      | 67,7   | 2 145  | 15     | 05     | 101,0  | 17      | 071   | 4,2     | 1       |         |         |
| Totaux en carrière | Totaux en carrière            | 169 | 5 785   | 3 765    | 65,1   | 41 245 | 257    | 112    | 092,8  | 327     | 956   | 2,9     | 7       |         |         |

| Année              | Équipe               | MJ |                     | Passes              | Passes              | Passes              | Passes              | Passes              | Passes              | Passes              |                     | Courses             | Courses             | Courses | Courses |
| Année              | Équipe               | MJ | Tentées             | Réussies            | Pct.                | Yards               | TD                  | Int.                | Éval.               | Tentées             | Yards               | Moy.                | TD                  |         |         |
| 2016               | Raiders d'Oakland    | 0  | Blessé n'a pas joué | Blessé n'a pas joué | Blessé n'a pas joué | Blessé n'a pas joué | Blessé n'a pas joué | Blessé n'a pas joué | Blessé n'a pas joué | Blessé n'a pas joué | Blessé n'a pas joué | Blessé n'a pas joué | Blessé n'a pas joué |         |         |
| 2021               | Raiders de Las Vegas | 1  | 54                  | 29                  | 53,7                | 310                 | 1                   | 1                   | 69,2                | 1                   | 20                  | 20,0                | 0                   |         |         |
| Totaux en carrière | Totaux en carrière   | 1  | 54                  | 29                  | 53,7                | 310                 | 1                   | 1                   | 69,2                | 1                   | 20                  | 20,0                | 0                   |         |         |

## Vie privée
David Carr, frère de Derek est également un quarterback sélectionné lors du premier choix de la draft 2002 de la NFL par les Texans de Houston, qui a joué pour diverses franchises de la NFL de 2002 à 2012.
Lon Boyett (en), oncle de Derek, a joué au poste de tight end pour les Raiders au cours de la saison 1978.
Derek Carr a épousé Heather le 29 juin 2012. Le couple a trois garçons et une fille. Son fils aîné est né avec une anomalie congénitale de la rotation de l'intestin moyen, ayant bloqué ses intestins et ayant nécessité trois interventions chirurgicales,.
Carr est chrétien. Il a déclaré que sa foi était la chose la plus importante de sa vie. Il porte des tatouages aux poignets : celui de gauche cite un verset du livre biblique de Jérémie et celui de droite représente un Chi Rho.